# Communauté de communes des Monts et de l'Andelle
Pour les articles homonymes, voir Andelle (homonymie).
La Communauté de communes des Monts et de l'Andelle (CCMA) est une ancienne communauté de communes française, située dans le département de la Seine-Maritime et la région Normandie. Elle a été dissoute au 31 décembre 2016 et intégrée dans la communauté de communes des Quatre Rivières.

## Historique
La communauté de communes a été créée par arrêté préfectoral du 26 décembre 2002 et a commencé à fonctionner le 1er janvier 2003.
Dans le cadre de l'approfondissement de la coopération intercommunale prévu par la Loi portant nouvelle organisation territoriale de la République (Loi NOTRe) du 7 août 2015, le projet de schéma départemental de coopération intercommunale présenté par le préfet de Seine-Maritime le 2 octobre 2015 prévoit la fusion des « communautés de communes du canton de Forges-les-Eaux (10 991 habitants), des Monts et de l’Andelle (5 814 habitants) et de Bray Normand (13 175 habitants) ».

## Territoire communautaire

### Composition
L'intercommunalité regroupe 15 communes du département de la Seine-Maritime, soit 7 711 habitants au recensement de 2012 :
| Nom                    | Code Insee | Gentilé         | Superficie (km2) | Population (dernière pop. légale) | Densité (hab./km2) |
| ---------------------- | ---------- | --------------- | ---------------- | --------------------------------- | ------------------ |
| Argueil (siège)        | 76025      | Argueilleux     | 6,95             | 333 (2014)                        | 48                 |
| Beauvoir-en-Lyons      | 76067      | Beauvoiriens    | 33,29            | 633 (2014)                        | 19                 |
| La Chapelle-Saint-Ouen | 76171      | Chapellais      | 7,85             | 116 (2014)                        | 15                 |
| Croisy-sur-Andelle     | 76201      | Croisyllais     | 3,83             | 566 (2014)                        | 148                |
| La Feuillie            | 76263      |                 | 39,76            | 1 310 (2014)                      | 33                 |
| Fry                    | 76292      | Frygéens        | 8,03             | 167 (2014)                        | 21                 |
| La Hallotière          | 76338      | Hallotériens    | 3,75             | 219 (2014)                        | 58                 |
| La Haye                | 76352      | Hayais          | 6,74             | 359 (2014)                        | 53                 |
| Le Héron               | 76358      | Héronnais       | 10,72            | 254 (2014)                        | 24                 |
| Hodeng-Hodenger        | 76364      |                 | 11,54            | 280 (2014)                        | 24                 |
| Mésangueville          | 76426      | Mésanguevillois | 10,55            | 174 (2014)                        | 16                 |
| Le Mesnil-Lieubray     | 76431      | Mesnillais      | 5,94             | 102 (2014)                        | 17                 |
| Morville-sur-Andelle   | 76455      | Morvillais      | 5,17             | 323 (2014)                        | 62                 |
| Nolléval               | 76469      | Nollévalais     | 9,93             | 445 (2014)                        | 45                 |
| Sigy-en-Bray           | 76676      | Sigeois         | 18,46            | 754 (2014)                        | 41                 |

## Fonctionnement

### Siège
Le siège de l'intercommunalité est en mairie d'Argueil, place du Marché-aux-Étoupes.

### Élus
La communauté de communes est administrée par son Conseil communautaire, composé de  conseillers municipaux représentant chacune des communes membres.

### Liste des présidents
| Période                                  | Période    | Identité          | Étiquette | Qualité                                                                  |
| ---------------------------------------- | ---------- | ----------------- | --------- | ------------------------------------------------------------------------ |
| Les données manquantes sont à compléter. |            |                   |           |                                                                          |
|                                          | 2014       | Michel Cordonnier |           | Maire d'Argueil (1975 → 2012) Conseiller général d'Argueil (1998 → 2008) |
| 2014                                     | 31/12/2016 | Pascal Legay      | UMP       | Conseiller de gestion Maire de La Feuillie (2001 → )                     |

### Compétences
L'intercommunalité exerce les compétences qui lui sont transférées par les communes membres, conformément aux dispositions du code général des collectivités territoriales.
Il s'agit de : 
Environnement et cadre de vie
- Collecte des déchets des ménages et déchets assimilés
- Traitement des déchets des ménages et déchets assimilés
- Autres actions environnementales

Développement et aménagement économique
- Création, aménagement, entretien et gestion de zone d'activités industrielle, commerciale, tertiaire, artisanale ou touristique
- Action de développement économique (Soutien des activités industrielles, commerciales ou de l'emploi, Soutien des activités agricoles et forestières...)

Développement et aménagement social et culturel
- Activités péri-scolaires
- Activités sportives

Aménagement de l'espace
- Schéma de cohérence territoriale (SCOT)
- Schéma de secteur
- Plans locaux d'urbanisme
- Création et réalisation de zone d'aménagement concertée (ZAC)
- Constitution de réserves foncières
- Études et programmation
- Délivrance des autorisations d'occupation du sol (Permis de construire...)

Voirie
- Création, aménagement, entretien de la voirie

Développement touristique
- Tourisme

Logement et habitat
- Programme local de l'habitat
- Opération programmée d'amélioration de l'habitat (OPAH)

Autres
- Préfiguration et fonctionnement des Pays
- Gestion de personnel (policiers-municipaux et garde-champêtre...)
- Infrastructure de télécommunication (téléphonie mobile...)
- NTIC (Internet, câble...)
- Autres[1].

### Régime fiscal et budget
La communauté de communes perçoit une fiscalité additionnelle aux impôts locaux des communes, sans FPZ (fiscalité professionnelle de zone) et sans FPE (fiscalité professionnelle sur les éoliennes).

## Projets et réalisations
Dans le cadre de son développement touristique, l'intercommunalité a choisi de développer le tourisme équestre, en recensant et en aménageant les chemins qui peuvent être utilisés en complément des randonnées piétonnes et VTT, et en favorisant des solutions d'hébergement adapté.